# Bajura (Cabo Rojo)
Bajura es un barrio ubicado en el municipio de Cabo Rojo en el Estado Libre Asociado de Puerto Rico. En el Censo de 2010 tenía una población de 2423 habitantes y una densidad poblacional de 160,66 personas por km².

## Geografía
Bajura se encuentra ubicado en las coordenadas 18°6′25″N 67°7′59″O / 18.10694, -67.13306. Según la Oficina del Censo de los Estados Unidos, Bajura tiene una superficie total de 15.08 km², de la cual 15.03 km² corresponden a tierra firme y (0.33%) 0.05 km² es agua.

## Demografía
Según el censo de 2010, había 2423 personas residiendo en Bajura. La densidad de población era de 160,66 hab./km². De los 2423 habitantes, Bajura estaba compuesto por el 85.8% blancos, el 6.52% eran afroamericanos, el 0.58% eran amerindios, el 4.83% eran de otras razas y el 2.27% pertenecían a dos o más razas. Del total de la población el 99.34% eran hispanos o latinos de cualquier raza.